# Notodon roigii
Notodon roigii là một loài thực vật có hoa trong họ Đậu. Loài này được Rydb. mô tả khoa học đầu tiên.